# Palača vojvod Bragança
Palača vojvod Bragança (portugalsko aço dos Duques de Bragança) je srednjeveška posest in nekdanja rezidenca prvih vojvod Bragança, ki stoji v zgodovinskem središču mesta Guimarães (Oliveira do Castelo), v severozahodnem delu Portugalske.
Med letoma 1420 in 1422 ga je zgradil Afonz, grof Barcelos, nezakonski sin Ivana I. (in bodoči vojvoda Bragança), po poroki z drugo ženo. Njegovi potomci bi zasedli prostor, dokler se vojvode Bragança niso preselili v Vila Viçosa in opustili palačo. V 16. stoletju se je začelo obdobje propadanja, ki se je še poslabšalo v 19. stoletju, ko je lokalno prebivalstvo uporabljalo palačo kot  kamnolom. Med režimom Estado Novo je bila palača kontroverzno obnovljena, hkrati pa namigovala na veličino, ki morda ni obstajala. Palača vojvod je bila leta 1910 razvrščena kot nacionalni spomenik (Monumento Nacional) in je bila uradna rezidenca predsedstva.

## Zgodovina
Rezidenco je v prvi četrtini 15. stoletja (verjetno med 1420 in 1422) ukazal zgraditi Afonz, grof Barcelos, Ivanov nezakonski sin in bodoči vojvoda Bragança, potem ko se je vrnil na Portugalsko po vrsti diplomatskih misije na dvorih Francije, Benetk, Aragonije in Kastilije. Gradnja te stavbe je pomenila konkretizacijo njegovega drugega zakona, ko se je naselil v mestu. Projekt je bil, kot trdijo nekateri avtorji, zaupan francoskemu arhitektu Antomu. Kljub temu je bila do leta 1442 še vedno v gradnji, ko je regent Peter prišel v Guimarães in ostal v palači, takrat pa je svojemu polbratu podelil naziv 1. vojvoda Bragança. Naročilo se je nadaljevala do leta 1461, ko je Afonz umrl: lastnina in nazivi so prešli na njegovega brata Fernanda, čeprav je vdova Constança de Noronha še naprej živela v rezidenci in prejemala zemljiške najemnine od posesti v Guimarãesu.
Leta 1464 kralj Afonz V. Portugalski podeli naslov grofa Guimarãesa Fernandu II., sinu vojvode Bragança. Tri leta kasneje, 1. aprila 1478, je umrl 2. vojvoda Brangança, dve leti pozneje pa je umrla vdova 1. vojvode Bragança: naslovi in velika zemljiška posestva so prešli na Fernanda II. V 16. stoletju je prišlo do premika k monumentalni gradnji, ki je takrat povečala glavno nadstropje nad glavnimi vrati. To je bilo obdobje, ko je bil drugi vojvoda Bragança, Fernando, ki si je prizadeval za simetrično zasnovo in postavitev. Funkcionalna organizacija prostorov izhaja iz teh prenov in je vključevala: prvo nadstropje, prostore za služabnike in pomožne prostore ter drugo nadstropje, ki je bilo namenjeno rezidenci plemičev, strukturirano okoli kapele in razdeljeno na posamezne prostore za vojvodo in vojvodinjo. Toda Fernandova selitev v Vilo Viçoso v 16. stoletju je pomenila, da je bila rezidenca daljša obdobja zaprta. Večina zapisov o gradnji stavb vključuje dejstvo, da je bila palača v času, ko je bila zapuščena, nedokončana: oče Torcato Peixoto de Azevedo je v svojih Memórias (1692) navedel, da rezidenca ni bila nikoli zares dokončana; kar je dopolnil tudi pater António de Carvalho da Costa (1706), ki je isto omenil v svojem delu Corografia Portuguesa; in oče Manuel da Mialhada je prav tako omenil nepopolno palačo vojvod. Dokument z dne 29. decembra 1761, ki ga je leta 1900 prepisal Albano Bellino, je nakazal načrt in višino palače, ne da bi omenil osrednje dvorišče.
Kralj Ivan II. Portugalski je bil takrat zelo zainteresiran za omejitev gosposke moči plemstva in koncentracijo svoje moči. Fernando (podprl ga je kraljev bratranec, Infante Diogo, vojvoda Viseu) je protestiral in se zarotil z Izabelo I. Kastiljsko, zaradi česar ga je kralj Ivan II. obtožil izdaje, ko so kraljevi vohuni prestregli vojvodovo korespondenco. Po kraljevem ukazu so bile vojvodove lastnine in imetje zaplenjene, njegova rezidenca v Guimarãesu pa je bila še naprej v lasti krone, čeprav je bil vojvoda Fernando obsojen in usmrčen 20. junija 1483 v Évori. Za hišo so skrbeli tesarji João Domingos in kasneje njegov zet Afonso Anes, ki ju je Ivan II. imenoval za vodjo obnove posesti.
Leta 1496 so bile posesti hiše Bragança vrnjene najstarejšemu sinu Fernanda II., Jaimeju, tri leta po vrnitvi iz izgnanstva v Španiji. Kljub temu se je Jaime po družinski obnovi odločil ostati v Vili Viçosa, in rezidenca v Guimarãesu je bila zaprta.
Vojvodstvo Guimarães je kot doto prejela Isabel, sestra 5. vojvode Teodósia I., v zakonu s svojim bratrancem infantom Edvardom (21. avgusta 1536), s čimer je palača prešla na obrobno vejo dednih naslednikov rodbine Avižanov.
Stoletje kasneje je prostor začel počasi propadati, kar se je začelo nedolžno. 20. oktobra 1611 so redovnice klarise zahtevale skalo in kamen iz okolice palače, da bi popravile svoj samostan. Red manjših bratov kapucinov je leta 1666 podal podobno prošnjo kralju Afonuu VI. (10. vojvoda Bragança), da uporabijo skalo z notranjih zidov palače za gradnjo samostana Piedade. 31. januarja je občinska zbornica posredovala zaradi uničenja palače, 4. februarja pa je pregledala in ocenila njeno stanje, da bi kralja obvestila o potrebi po ohranitvi njene strukture. Lokalna vlada je nameravala financirati brate in zagotoviti kamen iz barbakana v gradu Guimarães v zameno za kamen v palači. Ker so se razmere še naprej slabšale, je občinska zbornica zahtevala, da sodnik ugotovi, kdo je ukradel kamen blizu vrat Santa Cruza. 26. novembra 1672 je bil Pedro Vaz de Sampaio, zidarski mojster, pozvan, da zamenja vrata, ker so bila že uničena. V naslednjih stoletjih je prišlo do globoke degradacije, pri čemer je bilo vse več kamna odvzetega za gradnjo v mestu in leta 1807 preurejeno v vojašnico. Takrat je bivalni del palače preuredil almoksarif Jerónimo de Matos Feijó in je služil kot vojašnica 20. polkovne pehote.
Več javnih del je bilo dokončanih 8. januarja 1819. Do 30. decembra 1880 je portugalsko kraljevo združenje civilnih arhitektov in arheologov (portugalsko Real Associação de Arquitectos Civis e Arqueólogos Portugueses) pojasnilo njegov pomen kot zgodovinske stavbe kot drugo -vrstni zgodovinski spomenik.
Oče António José Ferreira Caldas je leta 1881 pisal, da je mesto v ruševinah in je služilo kot vojašnica za različne polke in bataljone. Naredil je podroben opis tega, kar je obstajalo, vključno z velikim dvoriščem, njegovo glavno fasado z enim nadstropjem, stransko in zadnjo fasado, ki sta nekoliko višji, vrata kapele, stebre, ki so podpirali galerijo dvorišča, flamska vitražna okna v kapeli in različne ploščice in dimniki. To je v podobnem poročilu leta 1886 dopolnila Vilhena Barbosa, ki je omenila tudi stebre na severovzhodni stranski fasadi, ki so podpirali verando.

### Republika

V začetku 20. stoletja je bila srednjeveška stavba nepopravljivo pokvarjena.
Dne 26. septembra 1933 je konservatorski direktor muzeja Alberto Sampaio, dr. Alfredo Guimarães, od Antónia de Oliveire Salazarja zahteval ogled porušene palače, kar je spodbudilo rekonstrukcijo stavbe. Arhitekt Rogério de Azevedo je bil leta 1936 naročen za dokončanje obnove, zaradi česar je vojska zapustila prostor. Kar je postalo radikalna obnova, se je začela leta 1937 pod vodstvom arhitekta Rogéria de Azeveda, ki je bila hkrati restavratorska in kontroverzna.
Leta 1940 so občinske oblasti prenesle kip Afonza Henrika na rampo/vhod v palačo, poleg ulice Rua Conde D. Afonso Henriques.
Restavriranje je temeljilo na analizi drugih srednjeveških palač tega obdobja, vendar pod vplivom monumentalizma arhitektov tega obdobja. Kot del obnove, ki je v teku, se dvoriščna ograja iz samostana São Miguel de Refojos reciklira za palačo leta 1943. Tudi kot del projekta so leta 1952 in ponovno leta 1955 arhitekti potovali v Bruselj, Antwerpen in v Regija Loire, za preučevanje dekorativnih rešitev za palačo. Poleg tega je prišlo do uporabe drugih slogov in motivov, povezanih z režimom Estado Novo, vključno s politično-verskim nacionalizmom, ki je Guimarães videl kot središče sodobnega portugalskega naroda. Zato ne preseneča, da je bila palača kasneje spremenjena v uradno rezidenco Presidente do Conselha in predsednika republike.
Leta 1957 se je krajinski arhitekt António Viana Barreto lotil urejanja prostora (ki je vključeval tudi Campo de São Mamede). Ko se je obnova stavbe bližala koncu, so leta 1958 prenovili kapelo (kiparja Manuel Ventura Teixeira in Pintor António Lino), pohištvo pa je zbrala in namestila Comissão para Aquisição de Mobiliário (Komisija za nakup pohištva) leta 1959.
Do 24. junija 1959 je bila slovesno za javnost odprta nova palača vojvod Bragança.
Danes je del posesti preurejen v muzej, katerega zbirka in dispozicija naj bi izobraževala javnost o svoji zgodovini v 16. in 17. stoletju. V njegovi obsežni zbirki so tapiserije iz Pastrane, ki pripovedujejo nekatere dogodke med severnoafriškimi osvajanji, pripisane Nunu Gonçalvesu (avtorju poliptiha v samostanu São Vicente de Fora; zbirka porcelana od portugalske Vzhodnoindijske družbe, skupina portugalskih jedilnih servisov iz pomembnih tovarn (kot so Prado, Viana, Rocha Soares in Rato) in zbirka flamskih tapiserij Petra Paula Rubensa, med drugim.

## Arhitektura
Palača stoji v urbanem okolju zgodovinskega središča Guimarãesa na vrhu Monte Latito, obkrožena z gozdnatim parkom in zelenimi površinami, ki jih seka več poti za pešce. V njeni bližini na jugovzhodu je kapela Santa Cruz, na severu cerkev São Miguel do Castelo in grad Guimarães. V prostoru levo od glavne rampe/vhoda je spomenik, postavljen Afonzu Henriku.

### Zunanjost
Strukturirano okoli osrednjega pravokotnega dvorišča so stranske stavbe uradne rezidence, nasproti vhoda pa je kapela. Njena preprosta/osnovna oblika je eden najboljših primerov portugalske poznosrednjeveške gradnje, ki jo je uporabljalo plemstvo, primerljiv s francoskimi palačami/dvorci iz 14. stoletja tistega časa. Uporabili so jo tudi kot primer za palačo kraljev Majorke v Perpignanu, katere zvest model je.
Zasnova se je razvila okoli pravokotne stavbe s štirimi pravokotnimi stolpi, okoli notranjega dvorišča, ki ga na jugovzhodnem traktu obvladuje kapela. Prostori so členjeni in zamaknjeni v horizontalni etaži, pokriti z različnimi strešniki, poleg tega pa še s šestimi visokimi dimniki. Vsaka fasada je izdelana iz granita, zidanih blokov in prepredena s pravokotnimi okni različnih slogov: križna, vitražna, standardna in poševna. Nekaj oken v prvem nadstropju je pokritih s kovinskimi rešetkami. Severozahodna fasada ima obokana vrata, ki jih nadgrajujejo konzole in je zamaknjena iz obeh stolpov. Zgornje nadstropje ima balkon, ki poteka po dolžini notranjega dvorišča, podprt s konzolami. Stranski (severovzhodna in jugozahodna) fasadi sta nižji višini in pokriti z obrobami in konzolami, ki podpirajo pokriti balkon, prepreden z odprtinami v nivoju tal. Jugozahodno krilo je prekinjeno s telesom kapele, ki se razteza stran od fasade (prepoznavno po dveh velikih flamskih vitražih) in je poudarjeno s konzolno streho znotraj dvorišča.
Vsi stolpi so sklenjena pravokotna telesa prepredeni z majhnimi okni.
Notranja terasa, dostopna z glavnih vrat, je balkon, ki gleda na dvorišče: podpirajo ga gotski loki v glavnem nadstropju in stebri v drugem. V strešni liniji so na vseh notranjih fasadah balkoni, podprti z granitnimi konzolami, medtem ko je fasada na strani kapele poudarjena z dvema ločenima balkonoma (pokrita s keramičnimi senčniki), podprta s podobnimi zatiči. Enako fasado poudarja konzolna streha, ki jo podpira zaobljen lesen lok in dva nosilca, okrašena s stebri. V notranjosti tega nadstreška je portal (sestavljen iz štirih vstavljenih lokov), pred katerim je stopnišče, ki omogoča dostop do kapele. Galerija je v glavnem nadstropju obložena z zidanim kamnom, v drugem pa s ploščicami, notranja obloga pa je lesena.

### Notranjost
Strogi notranji prostori vključujejo preproste granitne stene s stropi in tlemi iz lesa.
Prostori v prvem nadstropju so razdeljeni na več prostorov, ki so ločeni z ozkimi hodniki, ki potekajo pravokotno na fasade. V teh prostorih so prostor za sprejem obiskovalcev, skladišče, prostor za mizarje, glavna dvorana in pisarna direktorja mesta. V glavnem krilu je edinstveno stopnišče v palači, sestavljeno iz štirih ramp v granitu.
Vmesno nadstropje ustreza muzejskemu prostoru, ki ga sestavljajo stolpi in dvorane s skalnimi kamini, vključno s Salão de Banquetes (Banketna dvorana) in Salão dos Passos Perdidos (Dvorana izgubljenih korakov), s strehami, zasnovanimi kot notranjost lesena kobilica čolna.
Zadnje nadstropje je bilo namenjeno za uporabo predsednika republike in je značilno zaporedje spalnic z zasebnimi kopalnicami, med dvema apartmajema, ki sta znotraj stolpov (za predsednika in predsednika vlade. To nadstropje je takoj dostopno z majhnim dvigalom v pritličju in stopniščem iz križnega hodnika v drugem nadstropju.
Zadnje nadstropje zadnjega trakta zaznamuje niz prostorov in kapela. Kapela je enoladijska, pokrita z lesenim stropom z vidnimi tramovi. Ravno ozek lesen kor omogoča dostop do balkonov, ki segajo do sprednje strani cerkve in zunanje fasade ter hodnikov preostalih oddelkov. Bogato rezljane lesene klopi v ladji so pred dvignjenim prezbiterijem, ki ga omejuje lesena varovalna ograja.